# Biphenyl
Biphenyl (auch Diphenyl, Phenylbenzol und Dibenzol genannt) ist ein farbloser, kristalliner Feststoff aus der Klasse der aromatischen Kohlenwasserstoffe, genauer der Biaryle. Er hemmt das Schimmelpilzwachstum und wirkt daher als Fungizid oder Konservierungsmittel für Lebensmittel, hat jedoch in der EU keine Zulassung mehr.

## Herstellung
Biphenyl wird aus den destillierten Ölen des Steinkohleteers oder durch die Reaktion zweier Phenylradikale gewonnen:

## Eigenschaften

### Physikalische Eigenschaften
Biphenyl bildet farblose bis gelblich glänzende Kristalle aus, die bei 69,2 °C schmelzen. Die Schmelzenthalpie beträgt 18,576 kJ·mol−1. Der Siedepunkt bei Normaldruck liegt bei 255 °C. Die Verdampfungsenthalpie beträgt am Siedepunkt 47,95 kJ·mol−1. Die Dampfdruckfunktion ergibt sich nach Antoine entsprechend log10(P) = A−(B/(T+C)) (P in bar, T in K) mit A = 4,35685, B = 1987,623 und C = −71,556 im Temperaturbereich von 342 K bis 544 K. In Wasser ist Biphenyl unlöslich, in unpolaren organischen Lösungsmitteln wie Petrolether oder Toluol löst es sich jedoch leicht. Der Flammpunkt liegt bei 113 °C, die Zündtemperatur bei 540 °C.

### Chemische Eigenschaften
Biphenyl ist relativ reaktionsträge. Die Hydrierung über Platin-Katalysatoren führt über das Cyclohexylbenzol zum Cyclohexylcyclohexan.

## Verwendung
Biphenyl wurde in der Vergangenheit als Konservierungsmittel (Lebensmittelzusatzstoff E 230, oft in Kombination mit E 231, E 232, E 233 und Imazalil) auf die Schalen von Zitrusfrüchten aufgebracht, weil es das Wachstum von Schimmelpilzen hemmt. Die dergestalt behandelten Schalen sind jedoch nicht mehr zum Verzehr geeignet. Der Wirkstoff Biphenyl (früher: Diphenyl) ist 2005 in der EU aus der Liste der zulässigen Oberflächenbehandlungsmittel gestrichen worden.
Wegen seiner Wirkungen kann es auch als Schädlingsbekämpfungsmittel verwendet werden, allerdings ist eine solche Verwendung in der EU nicht zulässig (keine Aufnahme in Anhang I der Richtlinie 91/414/EWG). Außerdem wird bzw. wurde Biphenyl zur Herstellung von pharmazeutischen Produkten und polychlorierten Biphenylen benötigt.
Biphenyl ist der Grundkörper für die ersten kommerziell erfolgreichen nematischen Flüssigkristalle (Cyanobiphenyle), die Anfang der 1970er-Jahre in Digitaluhren und Taschenrechnern zum Einsatz kamen.
Wegen der hohen Zersetzungstemperatur unter Luftabschluss eignet sich Biphenyl als Wärmeträger sowie als Arbeitsmittel in Dampfkraftwerken. Eine eutektische Mischung aus Biphenyl und Diphenylether trägt den Handelsnamen Dowtherm A.
Weiterhin wird Biphenyl als Additiv für Elektrolyte in Lithium-Ionen-Akkumulatoren verwendet. Hierbei elektropolymerisiert Biphenyl bei Überladung der Zelle (etwa 4,5–4,7 V) und bildet eine isolierende Schicht zwischen Elektroden und Elektrolyt, wodurch ein Thermisches Durchgehen verhindert werden kann.

## Sicherheitshinweise
Biphenyl wirkt reizend auf die Haut, Augen und Atemwege und ist umweltgefährdend. Biphenyl ist wassergefährdend (WGK 2).
Biphenyl wurde 2012 von der EU gemäß der Verordnung (EG) Nr. 1907/2006 (REACH) im Rahmen der Stoffbewertung in den fortlaufenden Aktionsplan der Gemeinschaft (CoRAP) aufgenommen. Hierbei werden die Auswirkungen des Stoffs auf die menschliche Gesundheit bzw. die Umwelt neu bewertet und ggf. Folgemaßnahmen eingeleitet. Ursächlich für die Aufnahme von Biphenyl waren die Besorgnisse bezüglich hoher (aggregierter) Tonnage sowie der Gefahren ausgehend von einer möglichen Zuordnung zur Gruppe der PBT/vPvB-Stoffe. Die Neubewertung fand ab 2013 statt und wurde von Portugal durchgeführt. Anschließend wurde ein Abschlussbericht veröffentlicht.